# Ceratophyus polyceros
Ceratophyus polyceros är en skalbaggsart som beskrevs av Peter Simon Pallas 1771. Ceratophyus polyceros ingår i släktet Ceratophyus och familjen tordyvlar. Inga underarter finns listade i Catalogue of Life.